# Departamento Florentino Ameghino
Florentino Ameghino es un departamento de la provincia del Chubut, Argentina.
Posee una superficie de 16.088 km² y limita al norte con los departamentos de Rawson y Gaiman, al oeste con el de Mártires, al sur con el de Escalante, y al este con el océano Atlántico.

## Demografía
El censo de 2022 reveló que el departamento tuvo un crecimiento poblacional al arrojar 1786 habitantes con un incremento similar al censo pasado.
|           | 1947  | 1960   | 1970    | 1980   | 1991   | 2001    | 2010  | 2022  |
| Población | 1.097 | 1.080  | 1.244   | 1.255  | 1.166  | 1.484   | 1.627 | 1.786 |
| Variación | -     | -1,54% | +15,18% | +0,88% | -7,09% | +27,27% | +9%   | +9.8% |

Fuente: Instituto Nacional de Estadísticas y Censos, INDEC

## Localidades
- Camarones
- Garayalde

## Parajes
- Cabo Raso
- Caleta Hornos
- Dos Pozos
- Florentino Ameghino
- La Esther
- Malaspina
- Puesto El Palenque
- Punta Tombo
- Uzcudun